# Hit the Lights (EP)
Pour les articles homonymes, voir Hit the Lights.

Hit the Lights est le tout premier album EP que le groupe Selena Gomez and the Scene sort, il est sorti le 12 janvier 2012.

## Liste des pistes
- 1. Hit The Lights (Album Version)
- 2. Hit The Lights – MD Club Mix
- 3. Hit The Lights – MD Radio Mix
- 4. Hit The Lights – Azzido Da Bass Club Mix
- 5. Hit The Lights – Azzido Da Bass Radio Mix
- 6. Hit The Lights – Azzido Da Bass Radio (Extended)